# Upanișade

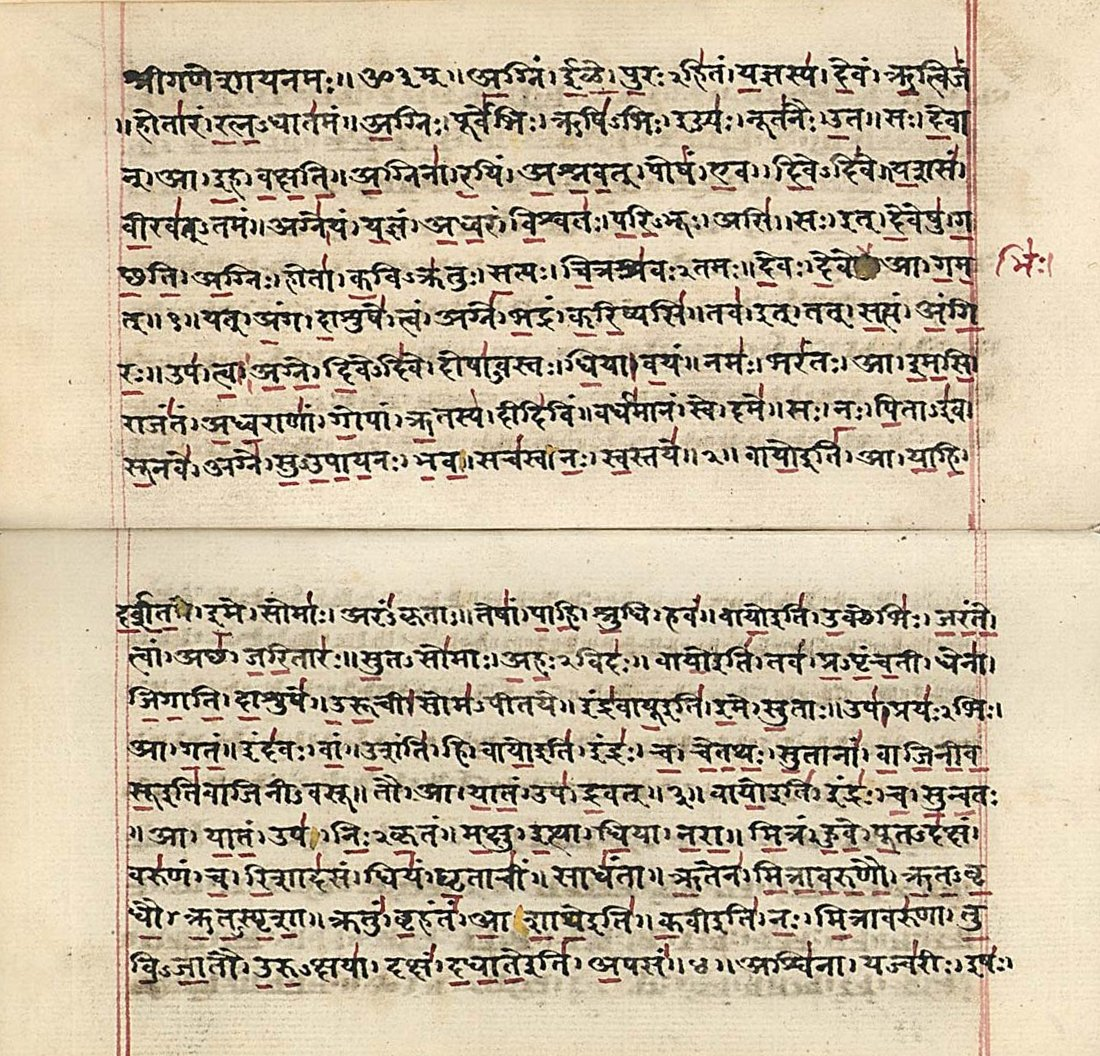
Manuscript Rigveda, începutul sec. al XIX-lea

Upanișadele (în limba Devanagari, उपनिषद्, IAST, upaniṣad) sunt o parte din Vede și formează Scripturile hinduse, care discută în principal despre filozofie, meditație și ființa divinității; formează principiul spiritual al hinduismului vedic. Considerate a fi contemplări mistice sau spirituale ale Vedelor, Upanișadele sunt cunoscute ca Vedānta ("sfârșitul/punctul culminant al Vedelor").
Upanișadele au fost compuse timp de câteva secole. Cele mai noi, Brhadaranyaka și Chandogya, au fost datate în jurul secolului al VIII-lea î.Hr.
Potrivit lui Paul Deussen, Upanișadele conțin următoarele domenii: teologie, cosmologie, psihologie, eshatologie și etică.. Mai multe tipuri de doctrine definesc Upanișadele, cum ar fi cele despre Dumnezeu (brahmavada), suflet (atmavada), transmigrație (karmavada), iluzie (mayavada) și eliberare (mokshavada). Upanișadele se concentrează asupra unității dintre Dumnezeu și sufletul uman.

### Textul originar
- Devanagari text in Wikisource—Textul în davanagari
- GRETIL
- Sri Aurobindo, The Upanishads . Sri Aurobindo Ashram, Pondicherry. 1972.

### Traduceri
- The Upanishads Translated and Commentated by Swami Paramananda From the Original Sanskrit Text Arhivat în 28 martie 2015, la Wayback Machine.
- 11 principal Upanishads with translations Arhivat în 5 decembrie 2010, la Wayback Machine.
- Translations and Essays on the Upanishads at Hinduwebsite.com
- Upanishads at Sanskrit Documents Site Arhivat în 7 septembrie 2006, la Wayback Machine.
- Upanishad page from hindunet.org
- Translations of principal Upanishads at sankaracharya.org
- English translations of major Upanishads.
- Upanishads Vedanta Treatises in Hinduism Arhivat în 29 aprilie 2015, la Wayback Machine.
- Ishopanishad Arhivat în 31 ianuarie 2008, la Wayback Machine. The complete text, with transliteration, word-for-word meanings, and commentary
- Sri Aurobindo, The Upanishads . Sri Aurobindo Ashram, Pondicherry. 1972.
- Shweta-shwatrupanishad Bhashya, by Pandit Raghunath Vinayak Dhulekar
- Prashnapanishad Saral Bhashya, by Pandit Raghunath Vinayak Dhulekar
- Kathopnishad Saral Bhasyha, by Pandit Raghunath Vinayak Dhulekar

### Conexiuni, selecții, comentarii, sumarizări
- Overview of 18 Upanisads; 108 main Upanisads Arhivat în 14 iulie 2015, la Wayback Machine.
- Vaishnava explanation of Upanisads, list of Vaishnava commentaries Arhivat în 28 mai 2015, la Wayback Machine.
- The Upanishads (www.advaita-vedanta.org)
- Selections from the Upanishads
- Sacred-Texts (www.sacred-texts.com)
- The One and the Many: A Fundamental Philosophical Problem in the Prinicipal Upanishads by Georg Feuerstein, JOY: The Journal of Yoga, September 2002, Volume 1, Number 1